# 7 janvier dans les chemins de fer
7 décembre 7 février
Chronologies thématiques
- Croisades
- Sports
- Disney

Cette page concerne les événements qui se sont déroulés un 7 janvier dans les chemins de fer.

## Événements

### XIXesiècle
- 1830, États-Unis : La Baltimore and Ohio Railroad ouvre son premier tronçon de 2,5 km à Baltimore.

### XXIesiècle
- 2005, Italie : accident ferroviaire de Crevalcore, près de Bologne. Une collision frontale entre un train de voyageurs et un train de marchandises sur la ligne à voie unique Bologne-Vérone fait 17 morts et six blessés.

## Décès
- 1836 : John Molson, fondateur de la Champlain and Saint Lawrence Railroad, la première compagnie ferroviaire canadienne.